# Rosama x-magnum
Rosama x-magnum är en fjärilsart som beskrevs av Felix Bryk 1950. Rosama x-magnum ingår i släktet Rosama och familjen tandspinnare. Inga underarter finns listade.